# Avispero
Avispero es un grupo del Real Zaragoza club de fútbol de ideología de izquierdas. 